# The Broken Man
«The Broken Man» es el séptimo episodio de la sexta temporada de la serie de televisión de fantasía medieval Game of Thrones, de la cadena HBO. Tiene una duración de 50 minutos. Bryan Cogman  escribió el episodio y Mark Mylod lo dirigió.

## Argumento

### En el Norte
Jon Nieve (Kit Harington), Sansa Stark (Sophie Turner), y Davos Seaworth (Liam Cunningham) comienzan la búsqueda de aliados para retomar Invernalia de manos de la Casa Bolton. En primer lugar, aseguran la lealtad de los salvajes, quienes todavía están en deuda con Jon por salvarlos en Casa Austera, y son conscientes de que los Bolton acabarán con ellos si no hacen nada. También planean asegurar la lealtad de la Casa Mormont cuando Davos advierte a la joven Lyanna Mormont (Bella Ramsey) de los peligros que suponen los Caminantes Blancos. Sin embargo, son incapaces de asegurar la lealtad de la Casa Glover, con Lord Robett Glover (Tim McInnerny) señalando cómo Robb Stark no protegió a su casa de los Hombres del Hierro. Al final, Jon y Sansa sólo son capaces de reclutar a un pequeño número de casas de menor importancia, añadiendo tan sólo unos pocos cientos de soldados adicionales a su ejército. A pesar de ser en gran medida superados en número, Jon está convencido de que atacarán Invernalia tan pronto como sea posible, antes de que el tiempo suponga un obstáculo más. Sansa no está de acuerdo, optando en su lugar por tratar de reclutar más casas. Cuando Jon se niega a cambiar de opinión, Sansa comienza a escribir una carta para ser enviada por cuervo.

### En Desembarco del Rey
El Gorrión Supremo (Jonathan Pryce) señala a la reina Margaery Tyrell (Natalie Dormer) que necesita proporcionar al rey Tommen Baratheon un heredero, y que debe tratar de convertir a su abuela Olenna Redwyne (Diana Rigg) a la Fe, sutilmente señalando que la seguridad de Olenna no puede ser garantizada de otra manera. Margaery se reúne con Olenna, quien intenta esta última convencerla para que deje Desembarco del Rey y volver a Altojardín. Margaery se niega, afirmando que como Reina, su lugar supone estar al lado del rey Tommen. Margaery en su lugar aboga porque Olenna vuelva a casa, mientras desliza en un trozo de papel el dibujo del blasón de la Casa Tyrell, lo que indica que ella sigue siendo leal a su familia. Tras esto, Olenna acepta a regañadientes. Cersei Lannister (Lena Headey) confronta luego a Lady Olenna, y trata de convencerla de quedarse y luchar contra los gorriones. Olenna señala que ya han perdido y culpa a Cersei de todos los acontecimientos que han ido sucediéndose tras haber restaurado la Fe Militante.

### En Volantis
Theon (Alfie Allen) y Yara (Gemma Whelan) anclan la Flota de Hierro en Volantis para asumir suministros. Yara trata de animar a Theon de recuperar su antigua identidad y confianza, ya que ella necesitará su ayuda para volver a tomar las Islas del Hierro de manos de su tío Euron Greyjoy. Luego Yara revela a Theon que se va a llevar la Flota de Hierro a Meereen para forjar una alianza con Daenerys Targaryen antes de que Euron lo intente.

### En Braavos
Arya Stark (Maisie Williams) asegura un pasaje de vuelta a Poniente sobornando a un mercader. Sin embargo, es atacada y apuñalada en el estómago por la Niña Abandonada (Faye Marsay), y escapa a duras penas. Arya termina deambulando por las calles de Braavos, gravemente herida.

### En las Tierras de los Ríos
Jaime Lannister (Nikolaj Coster-Waldau) y Bronn (Jerome Flynn) conducen al ejército Lannister a Aguasdulces, donde Lothar Frey y Walder Ríos intentan coaccionar el Pez Negro (Clive Russell) para rendir el castillo, con la amenaza de ejecutar a Edmure Tully (Tobias Menzies). El Pez Negro se niega, considerando la amenaza un farol. Disgustado con la incompetencia de los Frey, Jaime se hace cargo del asedio, ordenando que Edmure sea bañado y alimentado, entre que se dirige a parlamentar con Brynden. El Pez Negro no se deja intimidar por las amenazas de Jaime, quien asegura soportar el asedio al tener provisiones almacenadas suficientes para dos años.
En algún lugar de las Tierras de los Ríos, se revela que Sandor Clegane (Rory McCann) ha sobrevivido a sus heridas, y ahora vive en medio de un pequeño grupo de aldeanos. Su líder, un guerrero que se volvió septon llamado Ray (Ian McShane), conversa con el Perro, y relata cómo lo encontró al borde de la muerte y lo cuidó para que restaurase su salud. Sin embargo, Sandor todavía se siente culpable por sus pecados pasados, sintiendo que no ha sido castigado por ellos. En una reunión, un trío de hombres de la Hermandad sin Estandartes llega e intenta extorsionar a los aldeanos, pero al enterarse de que no tienen posesiones valiosas, se van. Sandor advierte a Ray de que la Hermandad volverá. Después de que sale al bosque a recoger provisiones, se vuelve a encontrar a los aldeanos asesinados y a Ray ahorcado. Enfurecido, Sandor coge un hacha y se pone en marcha.

## Producción
El episodio fue escrito por Bryan Cogman siendo su segundo episodio de la sexta temporada, siendo el primero el episodio anterior, «Sangre de mi sangre». Algunos elementos del episodio se basan de la sexta novela de la serie Canción de hielo y fuego, Vientos de invierno, que el autor George R. R. Martin esperaba haber completado antes de que comenzara la sexta temporada. También adapta del capítulo "Jaime VI" de Festín de cuervos. Y el título del episodio es una en referencia a un discurso pronunciado por el Septón Meribald, un personaje de la serie Canción de hielo y fuego, que también fue utilizado para crear el personaje de Ray.

## Recepción
El episodio fue recibido positivamente por críticos que elogiaron el regreso de varios personajes notables de épocas pasadas como Sandor Clegane, así como la introducción de Lyanna Mormont. Ha recibido una calificación del 98 % en el sitio web del agregador de reseñas Rotten Tomatoes de 46 revisiones con un puntaje promedio de 7,8 / 10.
Con sus 7.8 millones de espectadores tras su primera emisión, «El hombre  destrozado» se coloca como el sexto capítulo más visto de la historia de la serie, y mantiene la media de la temporada en 7.53 millones